# Minato Kawamura
Minato Kawamura (川村 湊, Kawamura Minato, né le 23 février 1951) est un écrivain et critique littéraire japonais.
Kawamura est professeur de culture internationale à l'université Hōsei. Il a reçu en 1980 le prix Gunzō et pour son ouvrage Nanyō karafuku Nihon bungaku a été couronné en 1995 du prix Taiko Hirabayashi.

## Référence
- John Scott Miller: "Historical Dictionary of Modern Japanese Literature and Theater", Scarecrow Press, 2009,  (ISBN 9780810858107), p. 50

## Source de la traduction
- (de) Cet article est partiellement ou en totalité issu de l’article de Wikipédia en allemand intitulé « Minato Kawamura » (voir la liste des auteurs).